# Разлива
Разлива (укр. Розлива) — село в Новомиргородской городской общине Новоукраинского района Кировоградской области Украины.
До 2020 года входило в Новомиргородский район
Население по переписи 2001 года составляло 148 человек. Почтовый индекс — 26030. Телефонный код — 5256. Код КОАТУУ — 3523882504.